# Charts in France
Charts in France est un site web d'information musicale lancé le 21 juin 2002, jour de la Fête de la musique, par Olivier Palud. Il s'agit d'un pure player dont le contenu, financé par la publicité, est en accès libre et gratuit. Ses forums sont particulièrement prisés des DJ et des amateurs de musique qui échangent sur les meilleures ventes d'albums ou les singles les plus « tracklistés ».